# Lista de recordes do NBA All-Star Game
Este artigo apresenta os principais feitos de todos os tempos no NBA All-Star Game, abrangendo todas as principais categorias estatísticas reconhecidas pela liga. Isso inclui recordes estabelecidos por jogadores em jogos do All-Star e ao longo de suas carreiras.

## Individual

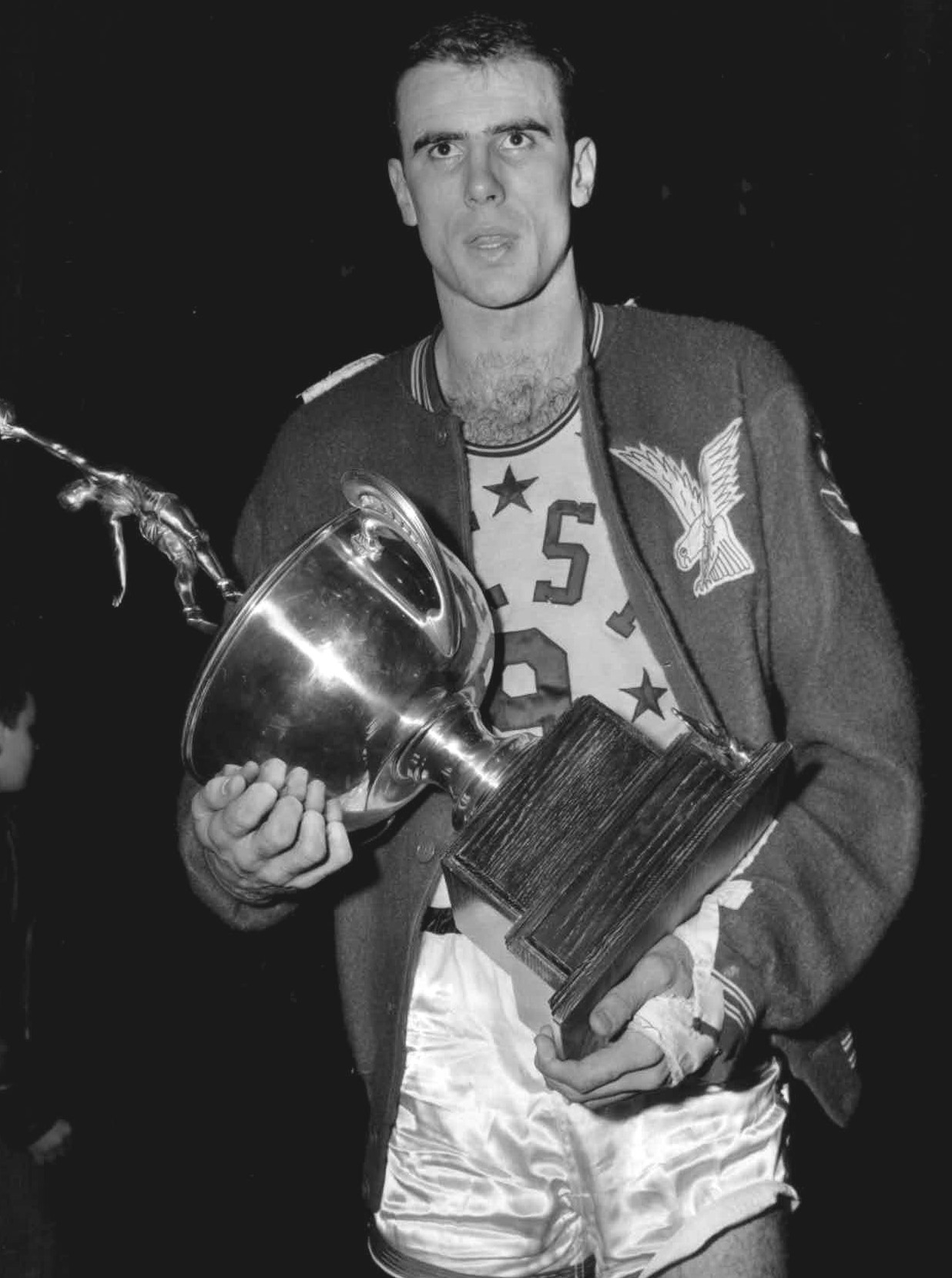
Bob Pettit recebeu o título de MVP do NBA All-Star Game em quatro ocasiões e detém o recorde de rebotes em um único jogo do All-Star, com 27.

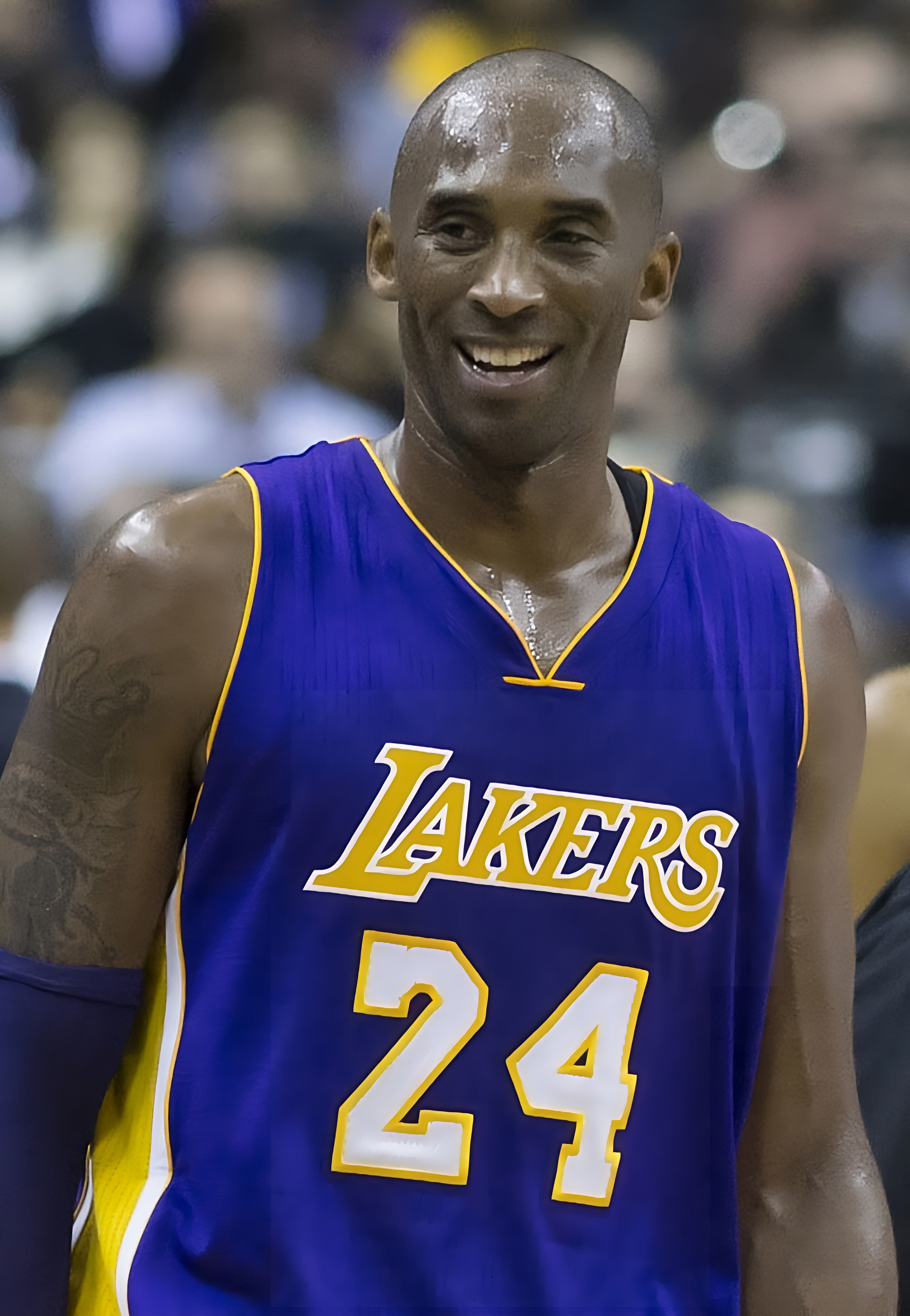
Kobe Bryant foi nomeado MVP do All-Star Game quatro edições, e, em 2020, o prêmio recebeu seu nome como homenagem póstuma

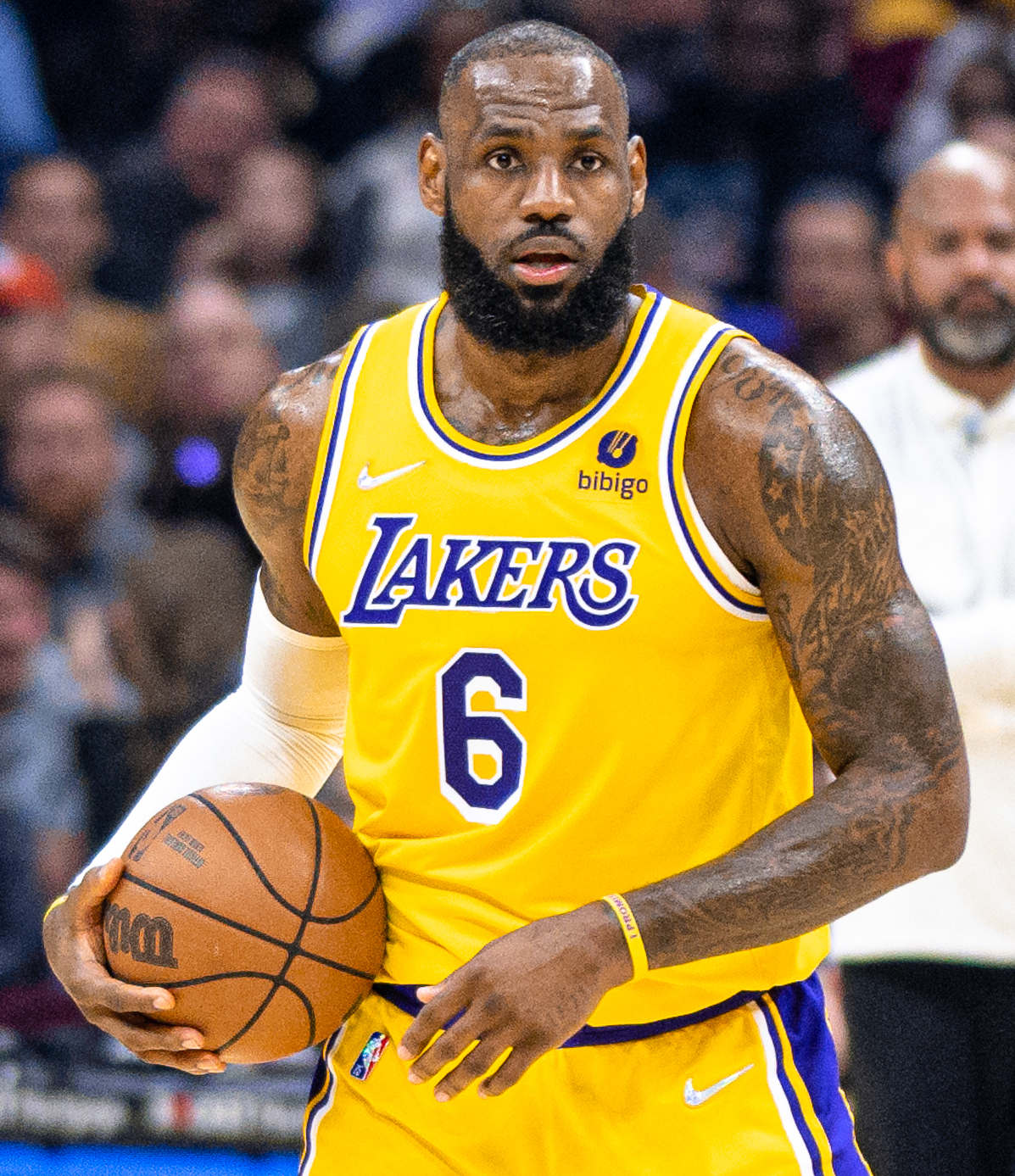
LeBron James detém o recorde de maior número de seleções para o All-Star Game de todos os tempos, com 20.

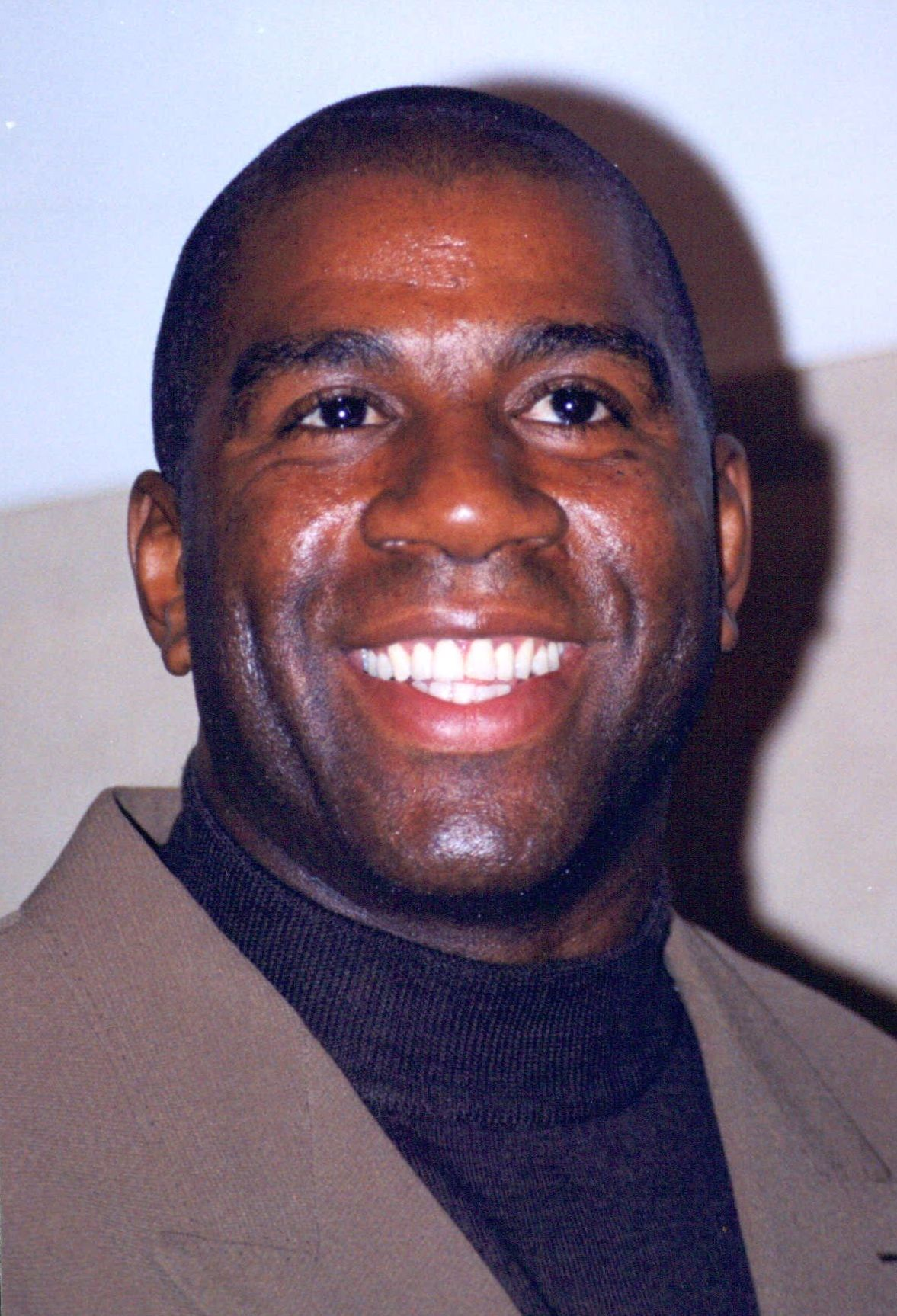
Magic Johnson estabeleceu, em 1984, o recorde de 22 assistências, o maior número em um All-Star Game.

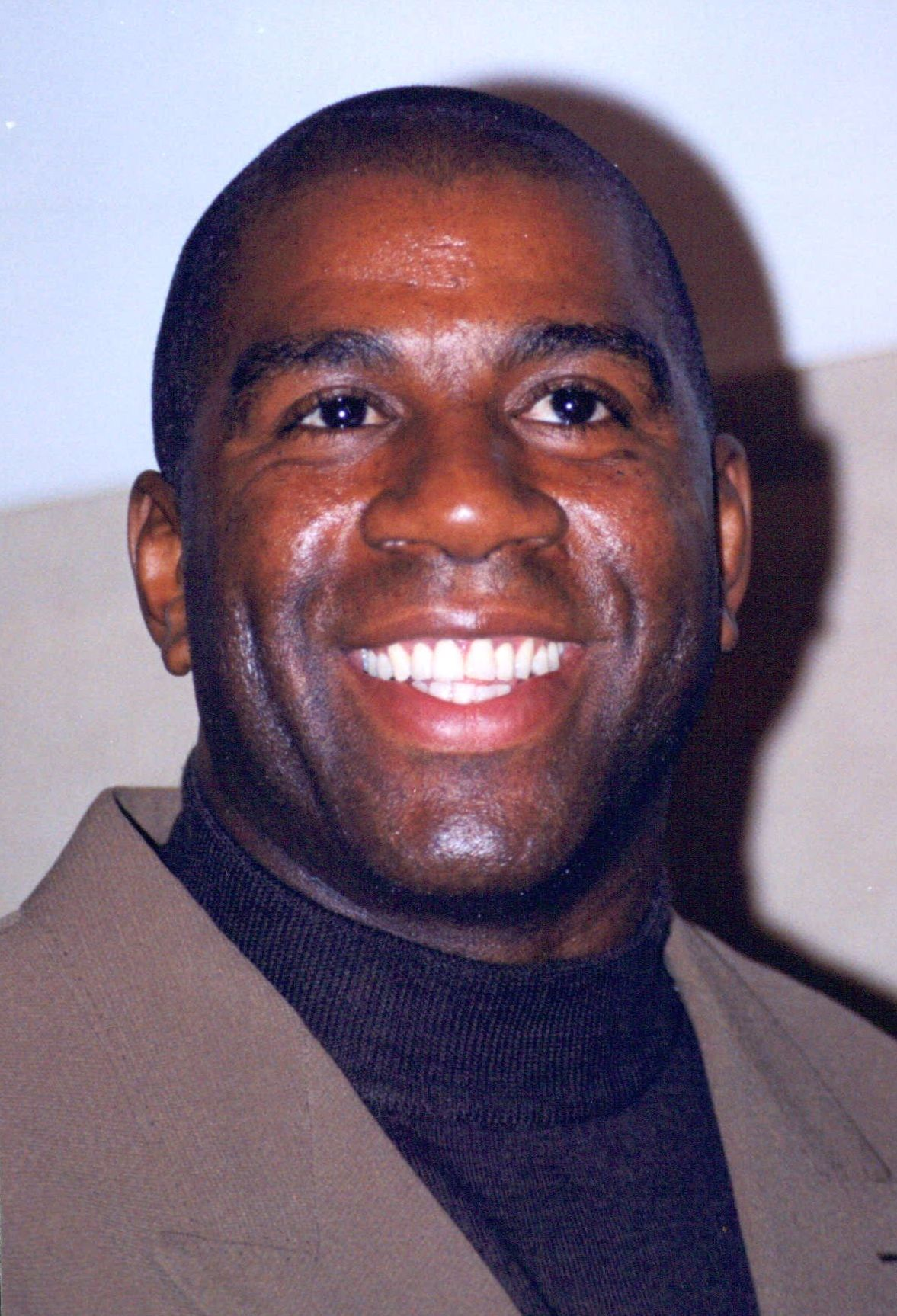
Magic Johnson estabeleceu, em 1984, o recorde de 22 assistências, o maior número em um All-Star Game.

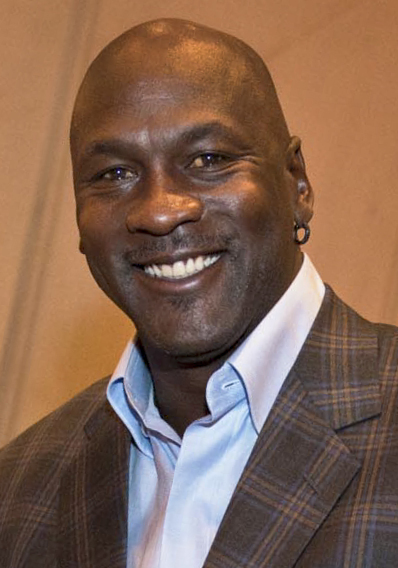
Michael Jordan foi o primeiro jogador a registrar um triplo-duplo em um All-Star Game, em 1997.

### MVPs
- Maior número de prêmios
  - 4 - Bob Pettit (1 prêmio compartilhado) ( 1956, 1958, 1959, 1962 )
  - 4 - Kobe Bryant (1 prêmio compartilhado) ( 2002, 2007, 2009, 2011 )

- Mais prêmios consecutivos
  - 2 - Bob Pettit (1 prêmio compartilhado) ( 1958, 1959 )
  - 2 - Russell Westbrook ( 2015, 2016 )

### Convocações para o All-Star Game
- Mais convocações
  - 20 - LeBron James

- Maior número de convocações consecutivas
  - 20 - LeBron James

- Mais jogos disputados
  - 20 - LeBron James

- Mais jogos iniciados
  - 20 - LeBron James

### Pontuação
- Mais pontos na carreira

- 434 - LeBron James 

- Maior média de pontos por jogo na carreira

- 31.0 - Jaylen Brown

- Mais pontos em um jogo

- 55 - Jayson Tatum ( 2023 )

- Mais pontos em um tempo

- 40 - Karl-Anthony Towns ( 2024 )

- Mais pontos em um quarto

- 31 - Karl-Anthony Towns ( 2024 )

### Minutos
- Mais minutos na carreira

- 536 - LeBron James

- Mais minutos em um jogo

- 42 - Oscar Robertson ( 1964 )
- 42 - Bill Russell ( 1964 )
- 42 - Jerry West ( 1964 )
- 42 - Nate Thurmond ( 1967 )

- Mais minutos por jogo

- 33.3 - George Mikan

### Rebotes
- Mais rebotes na carreira

- 197 - Wilt Chamberlain (1962)

- Mais rebotes ofensivos na carreira

- 44 - Moses Malone

- Mais rebotes defensivos na carreira

- 100 - LeBron James

- Mais rebotes em um jogo

- 27 - Bob Pettit (1962)

- Maior média de rebotes por jogo

- 16.2 - Bob Pettit

- Mais rebotes ofensivos em um jogo

- 10 por Kobe Bryant ( 2011 )

- Maior média rebotes ofensivos por jogo

- 4.3 - Shawn Marion

- Mais rebotes defensivos em um jogo

- 19 - Dikembe Mutombo ( 2001 )

- Maior média de rebotes defensivos por jogo

- 6.5 - Tim Duncan

- Mais rebotes em um tempo

- 16 - Bob Pettit ( 1962 )
- 16 - Wilt Chamberlain ( 1960 )

- Mais rebotes em um quarto

- 10 - Bob Pettit ( 1962 )

### Assistências
- Mais assistências na carreira

- 128 - Chris Paul

- Mais assistências em um jogo

- 22 - Magic Johnson ( 1984 )

- Maior média de assistências por jogo

- 11.6 - Chris Paul

- Mais assistências em um tempo

- 13 - Magic Johnson ( 1984 )

- Mais assistências um quarto

- 9 - John Stockton ( 1989 )

### Arremessos
- Maior percentual de arremessos convertidos na carreira

- 90% - Rudy Gobert

- Maisa arremessos convertidos na carreira

- 182 - LeBron James

- Mais arremessos convertidos em um jogo

- 26 - Anthony Davis ( 2017 )

- Mais arremessos convertidos em um tempo

- 18 - Karl-Anthony Towns ( 2024 )

- Mais arremessos convertidos em um quarto

- 14 - Karl-Anthony Towns ( 2024 )

- Mais tentativas de arremesso na carreira

- 355 - LeBron James

- Mais tentativas de arremesso em um jogo

- 39 - Anthony Davis ( 2017 )

- Mais tentativas de arremesso em um tempo

- 27 - Karl-Anthony Towns ( 2024 )

- Mais tentativas de arremesso em um quarto

- 19 - Karl-Anthony Towns ( 2024 )

### Lances livres
- Maior percentual de lances livres convertidos na carreira

- 100% - Archie Clark
- 100% - Gary Payton
- 100% - Clyde Drexler

- Maior número de lances livres convertidos na carreira

- 78 - Elgin Baylor

- Maior número de lances livres convertidos em um jogo

- 12 - Elgin Baylor ( 1962 )
- 12 - Oscar Robertson ( 1965 )

- Maior número de lances livres convertidos em um tempo

- 10 - Zelmo Beaty ( 1966 )

- Maior número de lances livres convertidos em um quarto

- 9 - Zelmo Beaty ( 1966 )
- 9 - Julius Erving ( 1978 )

- Maior número de lances livres tentados na carreira

- 98 - Elgin Baylor
- 98 - Oscar Robertson

- Maior número de lances livres tentados em um jogo

- 16 - Wilt Chamberlain (1962)

- Maior número de lances livres tentados em um tempo

- 12 - Zelmo Beaty (1966)

- Mais lances livres tentados em um quarto

- 11 - Julius Erving (1978)

### Arremessos de três pontos
- Maior porcentagem de arremessos de três pontos convertidos na carreira

- 60% - Glen Rice

- Mais arremessos de três pontos convertidos na carreira

- 51 - Stephen Curry

- Mais arremessos de três pontos convertidos em um jogo

- 16 - Stephen Curry ( 2022 )

- Mais arremessos de três pontos convertidos em um tempo

- 9 - Jayson Tatum ( 2023 )

- Mais tentativas de arremessos de três pontos na carreira

- 133 - LeBron James

- Mais tentativas de arremessos de três pontos em um jogo

- 27 - Stephen Curry (2022)

- Mais tentativas de arremessos de três pontos em um tempo

- 15 - Stephen Curry (2022)

### Roubos de bola
- Maior roubos de bola na carreira
  - 38 - Kobe Bryant

- Maior média de roubos de bola por jogo

- 3.2 - Rick Barry

- Mais roubos de bola em um jogo

- 8 - Rick Barry ( 1975 )

- Mais roubos de bola em um tempo

- 5 - Larry Bird ( 1986 )

- Mais roubos de bola em um quarto

- 4 - Fred Brown ( 1976 )
- 4 - Larry Bird (1986)
- 4 - Isiah Thomas (1989)

### Bloqueios
- Mais bloqueios na carreira
  - 31 - Kareem Abdul-Jabbar

- Maior média de bloqueios por jogo

- 2.07 - Kareem Abdul-Jabbar

- Mais bloqueios em um jogo

- 6 - Kareem Abdul-Jabbar ( 1980 )

- Mais bloqueios em um tempo

- 4 - Kareem Abdul-Jabbar (1980)
- 4 - Michael Jordan ( 1988 )
- 4 - Hakeem Olajuwon ( 1994 )

- Mais bloqueios em um quarto

- 4 - Kareem Abdul-Jabbar (1980)

### Triplos-duplos
- Michael Jordan – 14 pontos, 11 rebotes, 11 assistências em 26 minutos ( 1997 )
- LeBron James – 29 pontos, 12 rebotes, 10 assistências em 32 minutos ( 2011 )
- Dwyane Wade – 24 pontos, 10 rebotes, 10 assistências em 33 minutos ( 2012 )
- Kevin Durant – 21 pontos, 10 rebotes, 10 assistências em 27 minutos (2017)

## Equipe

### Pontuação
- Mais pontos por equipe
  - 211 - East All-Stars (2024)
- Mais pontos – ambas as equipes
  - 397 (2024)
- Mais pontos em um tempo por equipe
  - 107 - East All-Stars (2024)
- Mais pontos em um tempo – ambas as equipes
  - 204 (2024)
- Mais pontos em um quarto por equipe
  - 60 - Team LeBron ( 2021 )
- Mais pontos em um quarto – ambas as equipes
  - 103 (2024)
- Menos pontos por equipe
  - 75 - East All-Stars ( 1953 )
- Menos pontos – ambas as equipes
  - 154 (1953)
- Maior margem de vitória
  - 40 (153–113) - West All-Stars ( 1992 )
- Menor margem de vitória
  - 1 (124–123) - East All-Stars (1965)
  - 1 (108–107) - West All-Stars ( 1971 )
  - 1 (125–124) - West All-Stars ( 1977 )
  - 1 (111–110) - East All-Stars (2001)

### Arremessos
- Maior porcentagem de arremessos convertidos por equipe
  - 65% (64/98) - West All-Stars (1992)
- Maior porcentagem de arremessos convertidos – ambas as equipes
  - 61% (155/255) (2023)
- Menor porcentagem de arremessos convertidos por equipe
  - 29% (35/120) - West All-Stars (1966)
- Menor porcentagem de arremessos convertidos - ambas as equipes
  - 36% (59/163) (1953)
- Mais arremessos convertidos por equipe
  - 84 - West All-Stars (2017)
- Mais arremessos convertidos – ambas as equipes
  - 163 (2024)
- Mais arremessos convertidos em um tempo por equipe
  - 44 - Team Giannis (2023)
- Mais arremessos convertidos em um tempo – ambas as equipes
  - 83 (2017)
- Mais arremessos convertidos em um quarto por equipe
  - 22 - West All-Stars (2017)
- Mais arremessos convertidos em um quarto – ambas as equipes
  - 42 (2017)
- Menos arremessos convertidos por equipe
  - 25 - East All-Stars (1953)
- Menos arremessos convertidos – ambas as equipes
  - 59 (1953)
- Mais tentativas de arremesso por equipe
  - 149 - West All-Stars (2016)
- Mais tentativas de arremesso – ambas as equipes
  - 289 (2024)
- Mais tentativas de arremesso em um tempo por equipe
  - 79 - West All-Stars (2016)
- Mais tentativas de arremesso em um tempo – ambas as equipes
  - 148 (2016)
- Mais tentativas de arremesso em um quarto por equipe
  - 41 - West All-Stars (2016)
- Mais tentativas de arremesso em um quarto – ambas as equipes
  - 77 (2016)
- Menos tentativas de arremesso por equipe
  - 66 - East All-Stars (1953)
- Menos tentativas de arremesso – ambas as equipes
  - 162 (1953)

### Arremessos de três pontos
- Mais arremessos de três pontos convertidos por equipe
  - 42 - East All-Stars (2024) [2]
- Mais arremessos de três pontos convertidos – ambas as equipes
  - 67 (2024)
- Mais tentativas de arremesso de três pontos por equipe
  - 97 - East All-Stars (2024)
- Mais tentativas de arremesso de três pontos – ambas as equipes
  - 168 (2024)

### Lances livres
- Maior porcentagem de lances livres convertidos por equipe
  - 100% (18/18) - West All-Stars (1973)
  - 100% (9/9) - East All-Stars (2014)
  - 100% (4/4) - East All-Stars (2017)
  - 100% (1/1) - East All-Stars (2024)
- Maior porcentagem de lances livres convertidos – ambas as equipes
  - 87,5% (7/8) (2017)
- Menor porcentagem de lances livres convertidos por equipe
  - 36,5% (4/11) - West All-Stars (2004)
- Menor porcentagem de lances livres convertidos – ambas as equipes
  - 50% (16/32) (2004)
  - 50% (11/22) (2007)
  - 50% (14/28) (2008)
- Maior número de lances livres convertidos por equipe
  - 40 - East All-Stars (1959)
- Maior número de lances livres convertidos – ambas as equipes
  - 71 (prorrogação) (1987)
  - 70 (1961)
- Maior número de lances livres convertidos em um tempo por equipe
  - 26 - East All-Stars (1959)
- Maior número de lances livres convertidos em um tempo – ambas as equipes
  - 36 (1961)
- Maior número de lances livres convertidos em um quarto por equipe
  - 19 - East All-Stars (1986)
- Maior número de lances livres convertidos em um quarto – ambas as equipes
  - 27 (1986)
- Menor número de lances livres convertidos por equipe
  - 0 - Team LeBron (2023)
- Menor número de lances livres convertidos - ambas as equipes
  - 3 (2023)
- Maior número de lances livres tentados por equipe
  - 57 - West All-Stars (1970)
- Maior número de lances livres tentados – ambas as equipes
  - 95 (1956)
- Maior número de lances livres tentados em um tempo por equipe
  - 31 - East All-Stars (1959)
- Maior número de lances livres tentados em um tempo – ambas as equipes
  - 57 (1962)
- Maior número de lances livres tentados em um quarto por equpe
  - 25 - West All-Stars (1970)
- Maior número de lances livres tentados em um quarto – ambas as equipes
  - 33 (1962)
  - 33 (prorrogação) (1993)
- Menor número de lances livres tentados por equipe
  - 0 - Team LeBron (2023)
- Menor número de lances livres tentados – ambas as equipes
  - 4 (2023)

### Rebotes
- Mais rebotes registrados por equipe
  - 83 - East All-Stars (1966)
- Mais rebotes registrados – ambas as equipes
  - 151 (1960)
- Mais rebotes registrados em um tempo por equipe
  - 51 - East All-Stars (1966)
- Mais rebotes registrados em um tempo – ambas as equipes
  - 98 (1962)
  - 98 (1966)
- Mais rebotes registrados em um quarto por equipe
  - 30 - West All-Stars (1966)
- Mais rebotes registrados em um quarto – ambas as equipes
  - 58 (1966)
- Menos rebotes registrados por equipe
  - 37 - West All-Stars ( 1983 )
- Menos rebotes registrados – ambas as equipes
  - 89 (1983)

### Assistências
- Mais assistências por equipe
  - 60 - West All-Stars (2017)
  - 60 - West All-Stars (2024)
- Mais assistências – ambas as equipes
  - 106 (2024)
- Mais assistências em um tempo por equipe
  - 34 - West All-Stars (2017)
- Mais assistências em um tempo – ambas as equipes
  - 57 (2017)
- Mais assistências em um quarto por equipe
  - 20 - Team Giannis (2019)
- Mais assistências em um quarto – ambas as equipes
  - 30 (2019)
- Menos assistências por equipe
  - 15 - West All-Stars (1965)
- Menos assistências – ambas as equipes
  - 37 (1964)

### Roubos de bola
- Mais roubos de bola por equipe
  - 24 - East All-Stars (1989)
- Mais roubos de bola – ambas as equipes
  - 40 (1989)

### Bloqueios
- Mais bloqueios por equipe
  - 16 - West All-Stars (1980), incluindo prorrogação
  - 12 - West All-Stars (1994)
- Mais bloqueios – ambas as equipes
  - 25 (1980), incluindo prorrogação
  - 21 (1994)

## Recordes do Fim de Semana do All-Star
- Maior número de vitórias no Desafio de Habilidades
  - 2 - Dwyane Wade (2006, 2007)
  - 2 - Steve Nash (2005, 2010)
  - 2 - Damian Lillard (2013, 2014)

- Maior número de vitórias consecutivas no Desafio de Habilidades
  - 2 - Dwyane Wade (2006, 2007)
  - 2 - Damian Lillard (2013, 2014)
- Maior número de vitórias no Desafio de Enterradas
  - 3 by Nate Robinson (2006, 2009, 2010)
- Maior número de vitórias consecutivas no Desafio de Enterradas
  - 2 - Michael Jordan (1987, 1988)
  - 2 - Jason Richardson (2002, 2003 )
  - 2 - Nate Robinson (2009, 2010)
  - 2 - Zach LaVine (2015, 2016)
  - 2 - Mac McClung (2023, 2024)

- Maior número de vitórias no Desafios de Três Pontos

- 3 - Larry Bird (1986, 1987, 1988)
- 3 - Craig Hodges ( 1990, 1991, 1992)

- Campeão mais jovem do Desafio de Enterradas

- Kobe Bryant ( 18 anos e 169 dias )

- Campeão mais jovem do Desafio de Três Pontos

- Kyrie Irving ( 20 anos e 330 dias )

- Campeão mais jovem do Desafio de Habilidades

- Karl-Anthony Towns ( 20 anos e 90 dias )

- Campeão mais velho do Desafio de Enterradas

- Dominique Wilkins ( 30 anos e 29 dias ) )

- Campeão mais velho do Desafio de Arremessos de Três Pontos

- Jeff Hornacek ( 36 anos e 286 dias )

- Campeão mais velho do Desafio de Habilidades

- Steve Nash ( 36 anos e 6 dias )

- Único jogador a vencer o Desafio de Enterradas e o MVP do Jogo das Estrelas no mesmo ano
  - Michael Jordan (1988)

- Único jogador a vencer o Desafio de 3 Pontos e o MVP do Jogo das Estrelas no mesmo ano
  - Damian Lillard (2024) [3]

## Outros recordes
- Publico presente

- 108.713 pessoas, no NBA All-Star Game de 2010, realizado no Cowboys Stadium em Arlington, Texas — o maior público de um jogo de basquete da história.

- MVP mais jovem do All-Star Game

- LeBron James ( 21 anos e 51 dias )

- MVP mais velho do All-Star Game

- Shaquille O'Neal ( 36 anos e 346 dias )

- MVP mais novo do Rising Stars Challenge

- Kyrie Irving ( 19 anos e 338 dias )

- MVP mais velho do Rising Stars Challenge

- Bogdan Bogdanović ( 25 anos e 182 dias )

- Jogador mais jovem/mais velho a começar em um jogo All-Star
  - Mais velho: Michael Jordan, do Washington Wizards, se tornou o jogador mais velho a iniciar um Jogo das Estrelas da NBA com 39 anos e 357 dias, após Vince Carter ceder sua vaga de titular em favor da última participação de Jordan no Jogo das Estrelas da NBA durante o All-Star Game de 2003.
  - Mais jovem: Kobe Bryant, do Los Angeles Lakers, se tornou o jogador mais jovem a iniciar um Jogo das Estrelas da NBA com 19 anos e 170 dias durante o Jogo das Estrelas de 1998.

## Links externos
- http://NBA.com/history
- http://www.nbahoopsonline.com

1. ↑  «lebron james career all star game points». StatMuse. February 19, 2024 Verifique data em: |data= (ajuda)
2. ↑  «2024 NBA All-Star Game score, highlights: East sets record by hitting 200-point mark in defense-less win». CBS Sports. February 18, 2024 Verifique data em: |data= (ajuda)
3. ↑  «Damian Lillard becomes first player to win MVP and 3-point contest in same weekend». CBS Sports. February 18, 2024 Verifique data em: |data= (ajuda)